# Саксаульськ
Саксау́льськ (або Саксаульський; каз. Сексеуіл) — селище у складі Аральського району Кизилординської області Казахстану. Адміністративний центр Саксаульського сільського округу.
До 2008 року село мало статус селища.
Населення — 10870 осіб (2021; 9296 у 2009, 8347 у 1999, 7481 у 1989).
Залізнична станція Саксаульська. Підприємства з обслуговування залізничного транспорту.
У 2014 році було завершене будівництво залізниці Жезказган — Саксаульська — Шалкар — Бейнеу, станція стала одним з найбільших залізничних вузлів країни.